# Bankja
Bankja (bulgariska: Банкя) är en ort i Bulgarien.   Den ligger i kommunen Stolitjna Obsjtina och regionen Sofija-grad, i den västra delen av landet, 14 kilometer väster om huvudstaden Sofia. Antalet invånare är 11 102.